# Tempio

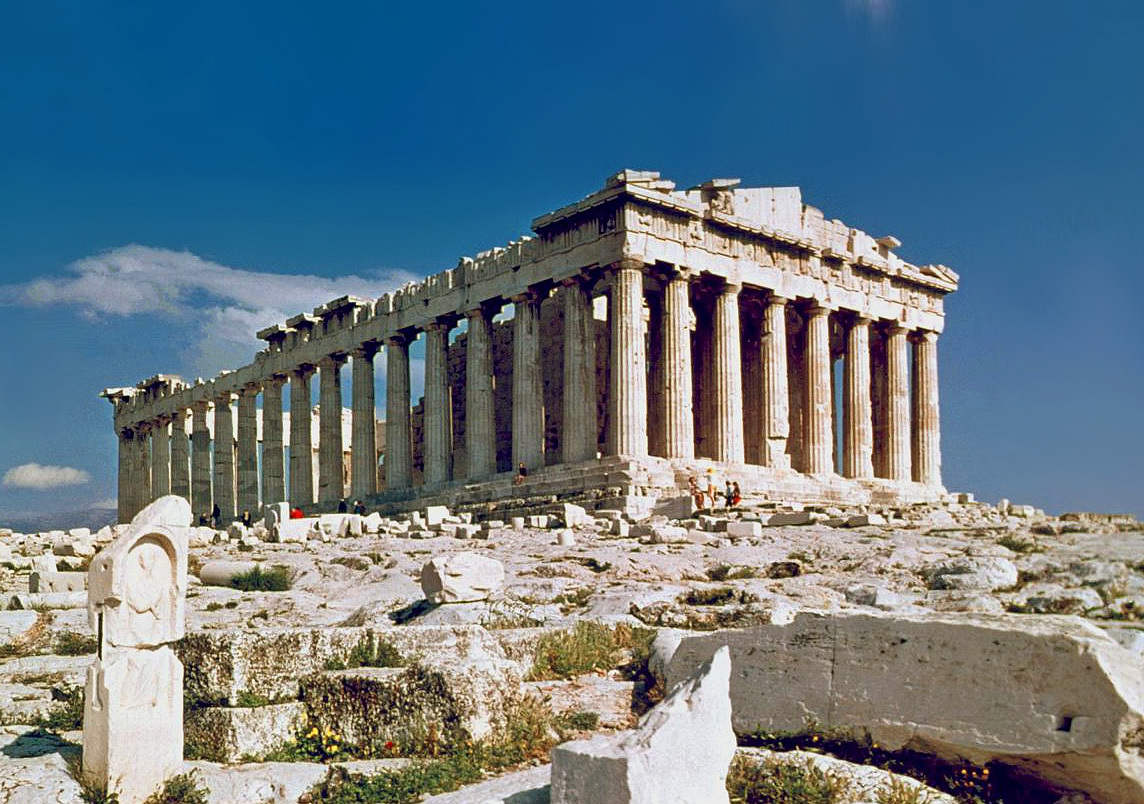
Il Partenone di Atene

Il tempio è una struttura architettonica utilizzata come luogo di culto. Il termine deriva dal latino templum (recinto consacrato), da una radice indoeuropea che ha avuto come esito in greco τέμενος (temenos), che deriva dal verbo τέμνω, "io taglio".

## Antichità classica

### Tempio egizio

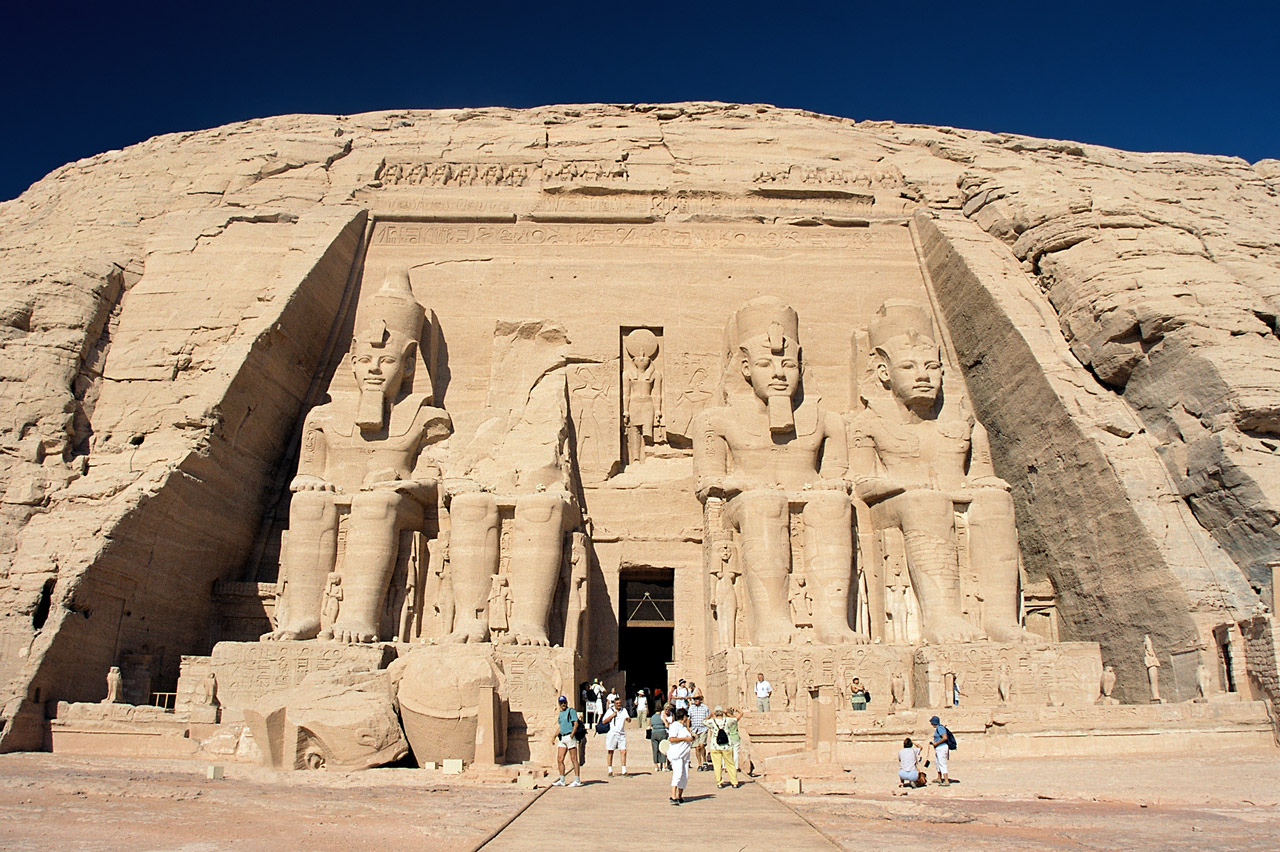
Facciata del tempio maggiore ad Abu Simbel

Nell'antico Egitto il tempio era considerato la "casa del dio", il luogo in cui erano celebrate le feste e da cui partivano le celebrazioni in suo onore.
Ne Il tempio nell'uomo, un'opera di R. A. Schwaller de Lubicz, l'autore esplora l'idea che i templi egizi, in particolare il Tempio di Luxor, siano rappresentazioni metafisiche del corpo umano. De Lubicz suggerisce che questi templi riflettano l'ordine cosmico e spirituale attraverso le loro proporzioni. L'autore sostiene che gli antichi egizi abbiano incorporato conoscenze di geometria sacra e risveglio spirituale nella loro architettura, e che il corpo umano stesso sia un tempio che rispecchia l'armonia dell'universo. L'opera collega il simbolismo templare a concetti esoterici, mostrando come l'architettura rifletta l'anatomia umana e le leggi cosmiche.

Il modello canonico del tempio egizio era essenzialmente strutturato in tre parti:
1. La parte pubblica iniziava con un lungo viale fiancheggiato da sfingi che conduceva all'entrata del tempio, costituita da una porta fiancheggiata da due piloni (torri rettangolari) generalmente con due obelischi anteposti. Alle spalle della porta vi era un grande cortile rettangolare porticato.
2. L'ambiente successivo, la sala ipostila, era costituito da una stanza con varie file di colonne. Nei templi maggiori questa era a tre navate.
3. Il sancta sanctorum, il santuario vero e proprio con la statua del dio, era una piccola sala accessibile soltanto al faraone ed ai sacerdoti addetti al culto divino. Ai lati vi erano altre due stanze, le cappelle per la sposa e il figlio del dio, mentre intorno c'era un corridoio sul quale si aprivano ambienti utilizzati come magazzini per le offerte.

Le pareti del tempio erano decorate con dipinti e geroglifici in onore del dio e del faraone che aveva costruito il tempio.

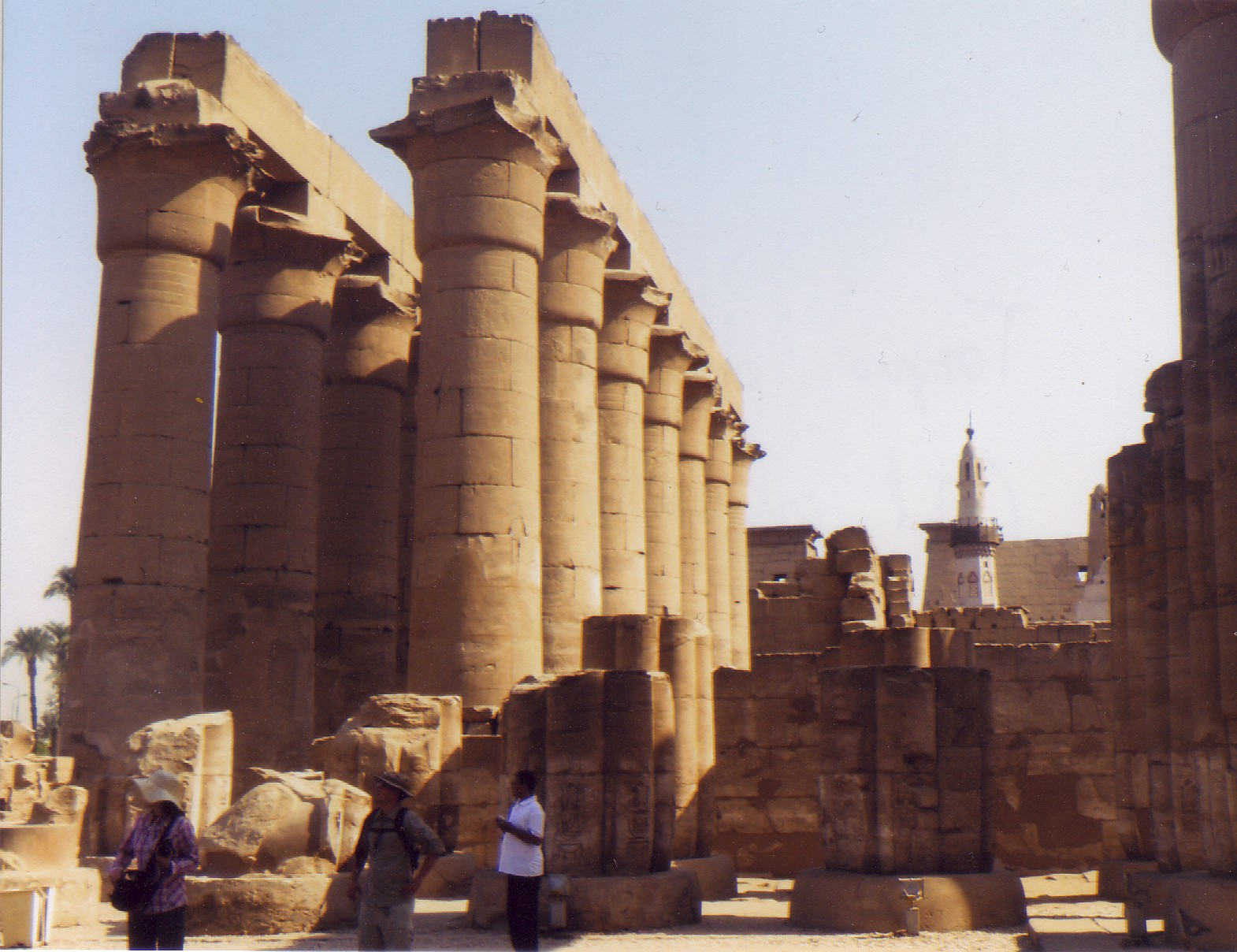
Tempio di Luxor (il portico di Amenofi III)
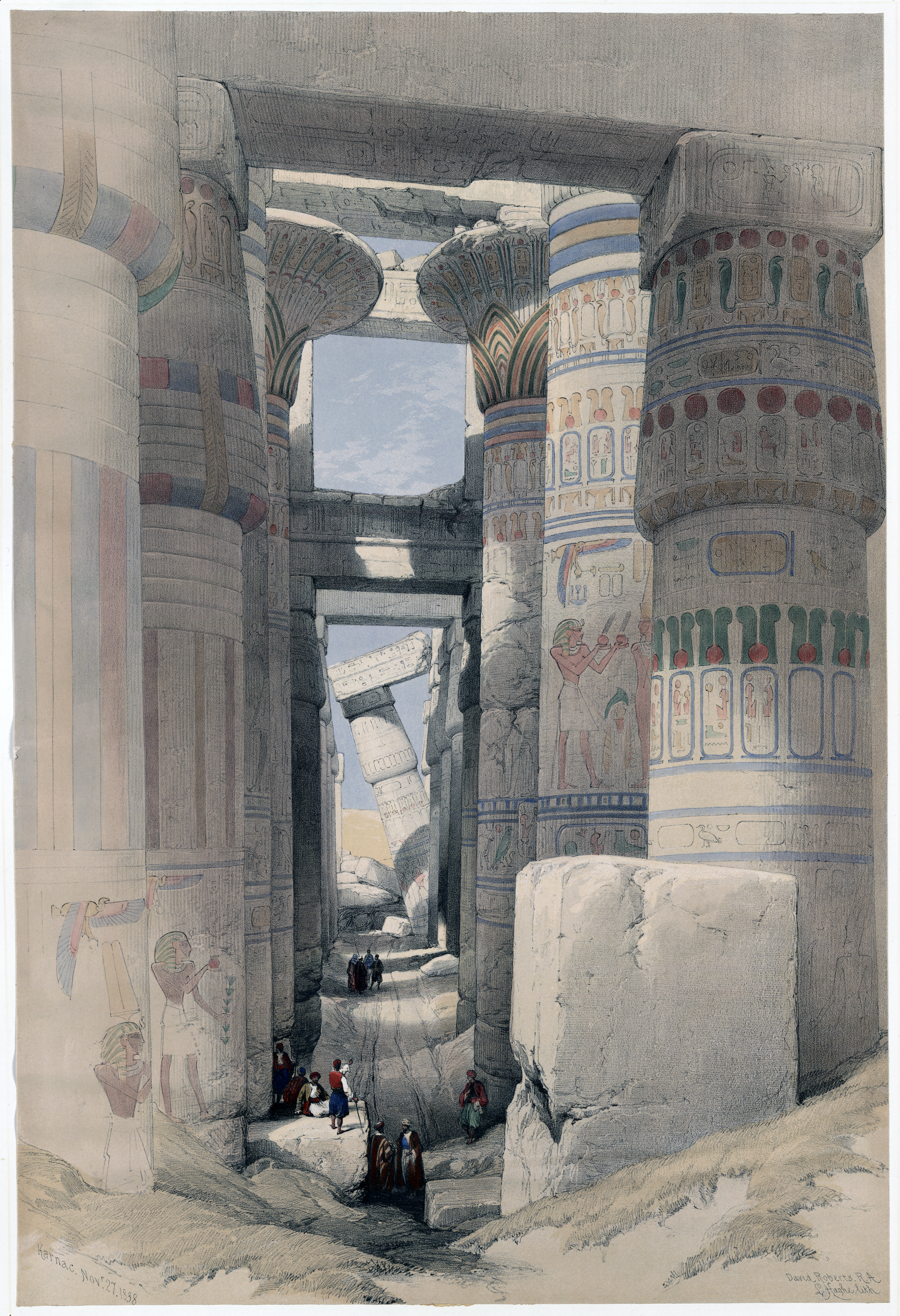
Complesso templare di Karnak

### Tempio greco-romano

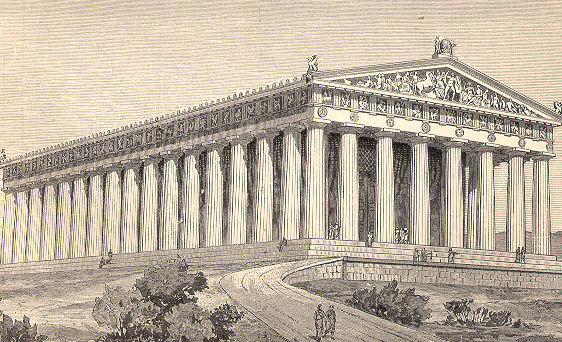
Una ricostruzione del Partenone ad Atene

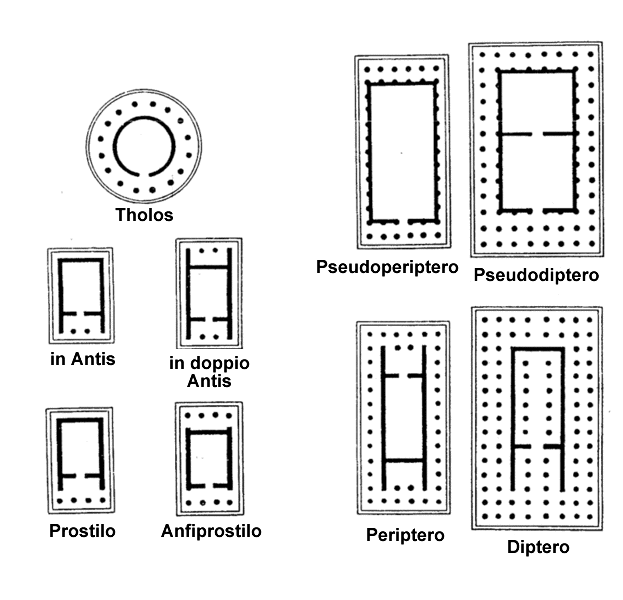
Tipologie di templi greci

Dal punto di vista architettonico il tempio greco e poi quello romano costituirono una tipologia che ha largamente influenzato l'architettura occidentale anche in epoche successive.
Benché la parola "tempio" derivi dal latino templum, quest'ultimo termine in realtà indica non l'edificio, ma un luogo consacrato (recinto sacro, temenos in greco). Per indicare l'edificio sacro in latino veniva invece utilizzato il termine aedes o altri termini (ad esempio sacellum).
Il tempio cominciò ad assumere una forma monumentale nell'architettura greca, a partire dagli inizi del VII secolo a.C., e si sviluppò con l'introduzione degli ordini colonnati che circondavano la cella, ovvero l'ambiente interno che ospitava l'immagine della divinità. La cella poteva essere preceduta da un portico colonnato (prònaos), dove potevano trovarsi le stanze dei tesori, le raccolte di offerte dei fedeli. Talvolta questa funzione spettava invece a una stanza posteriore, detta opistodomo. La zona riservata ai sacerdoti era detta invece adyton. La cella era spesso cinta da cancellate, per impedire il saccheggio delle offerte. La disposizione delle colonne in relazione alla cella definisce le varie tipologie di tempio (in antis, prostilo, anfiprostilo, periptero, pseudoperiptero, diptero, pseudodiptero).

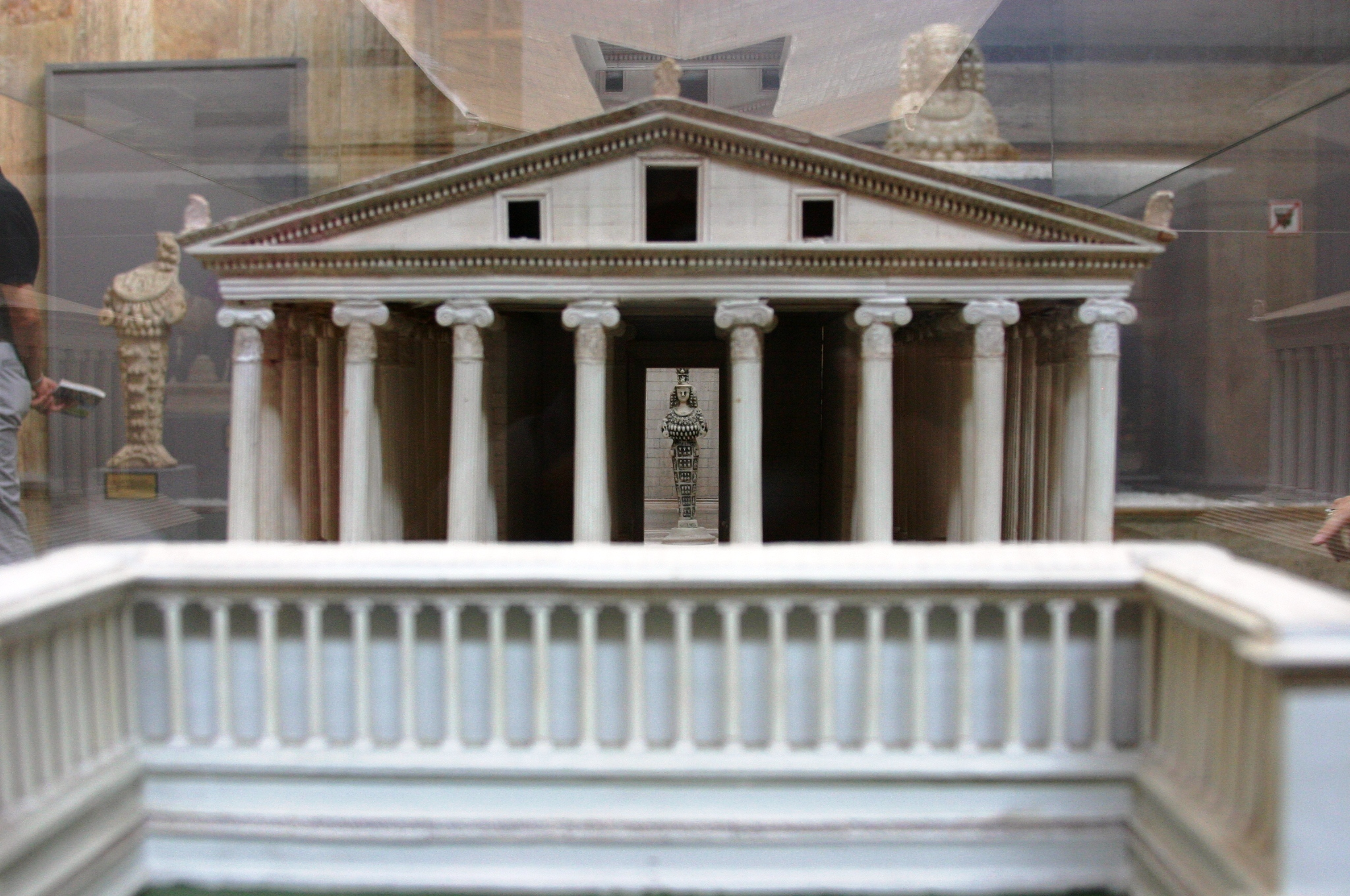
Il Tempio di Artemide a Efeso, una delle Sette meraviglie del mondo, secondo le più recenti ipotesi ricostruttive
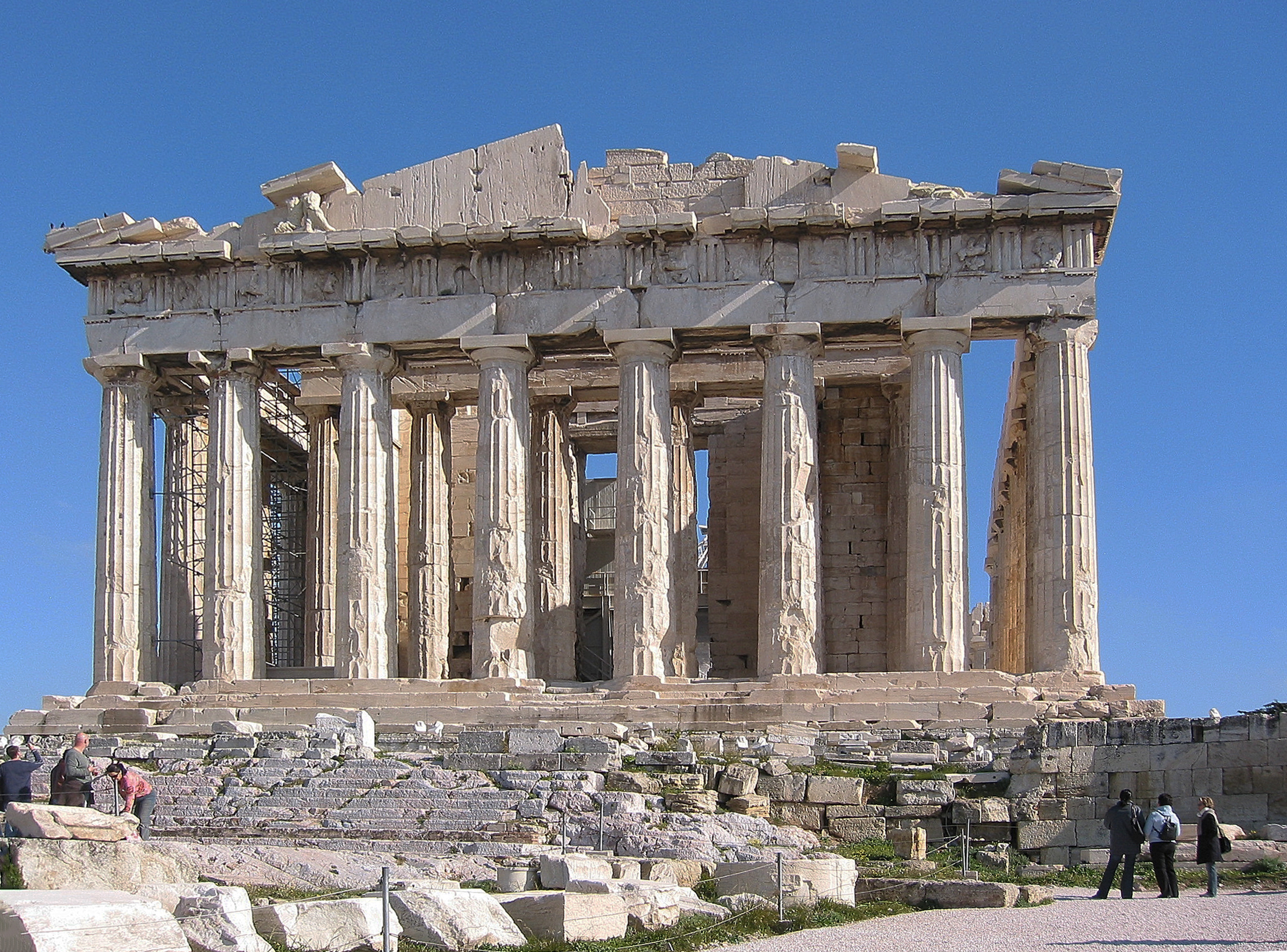
Il Partenone, sull'Acropoli di Atene
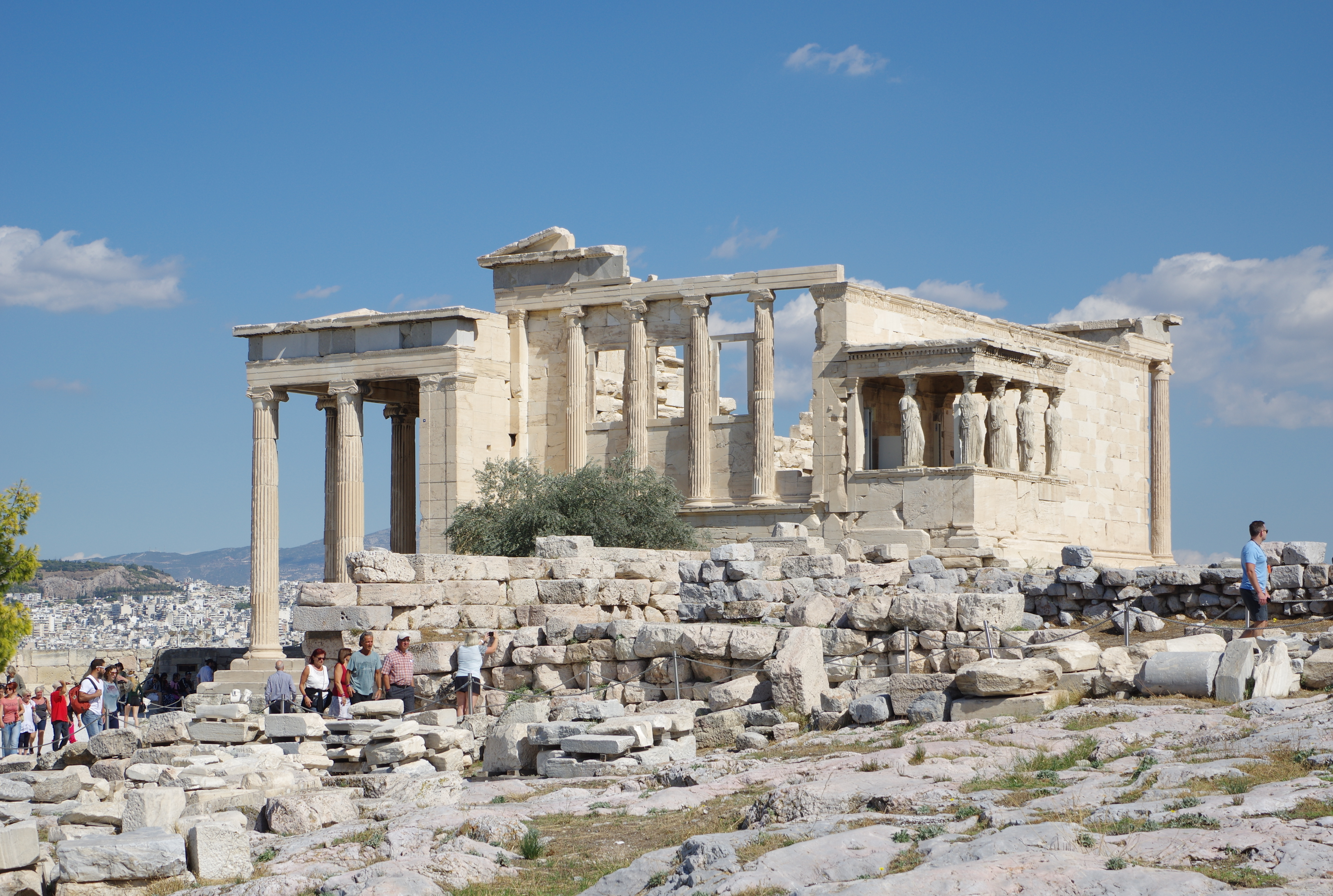
L'Eretteo sull'Acropoli di Atene

Nell'architettura romana il tempio risente inizialmente dei modelli etruschi, ma presto vengono introdotti elementi dall'architettura greca ellenistica. La più marcata differenza del tempio romano rispetto a quello greco è la sua sopraelevazione su un alto podio, accessibile da una scalinata spesso frontale. Inoltre si tende a dare maggiore importanza alla facciata, mentre il retro è spesso addossato a un muro di recinzione e privo dunque del colonnato. Templi greco-romani sono stati spesso inglobati nell'architettura posteriore celandosi sotto cattedrali (Siracusa) o in normali case (Himera, Camarina), il che ha permesso la conservazione delle strutture.

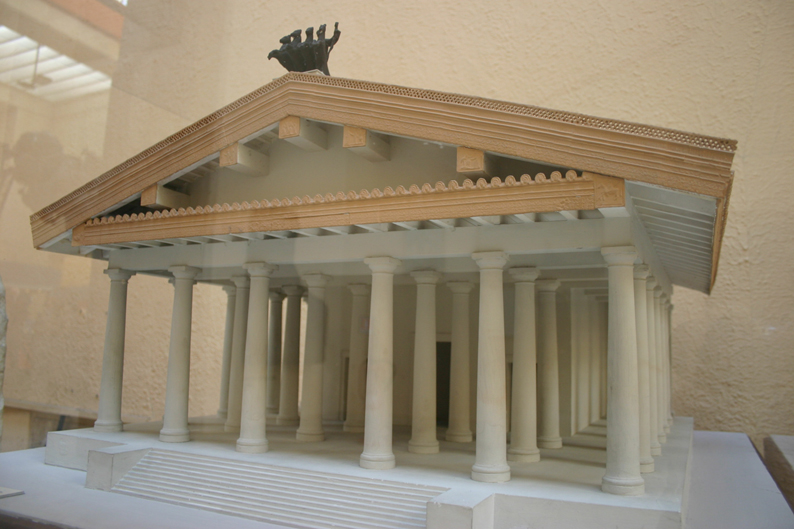
Il Tempio di Giove Ottimo Massimo sul Campidoglio a Roma, secondo una ricostruzione moderna
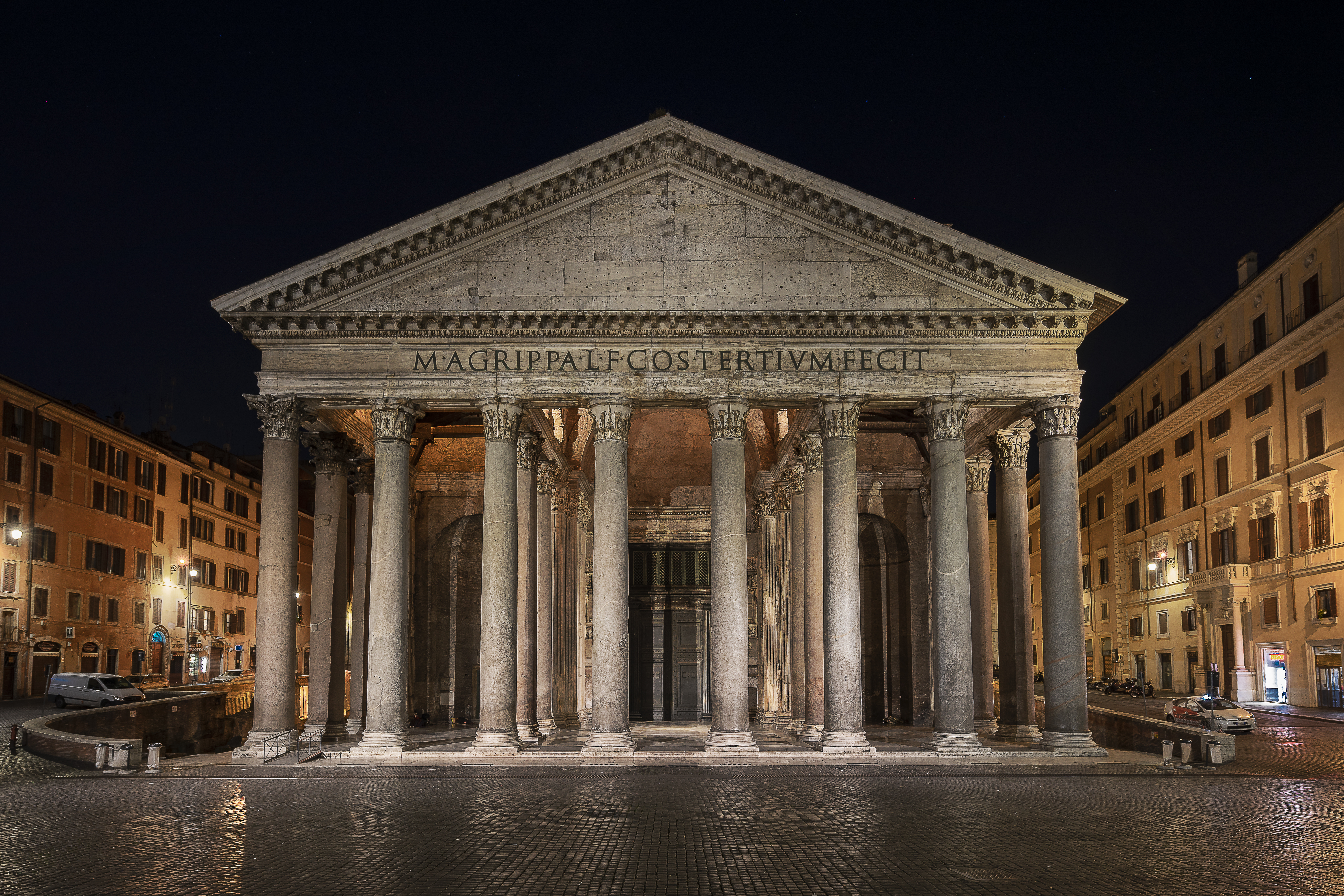
Il Pantheon nel Campo Marzio, a Roma

### Tempio etrusco

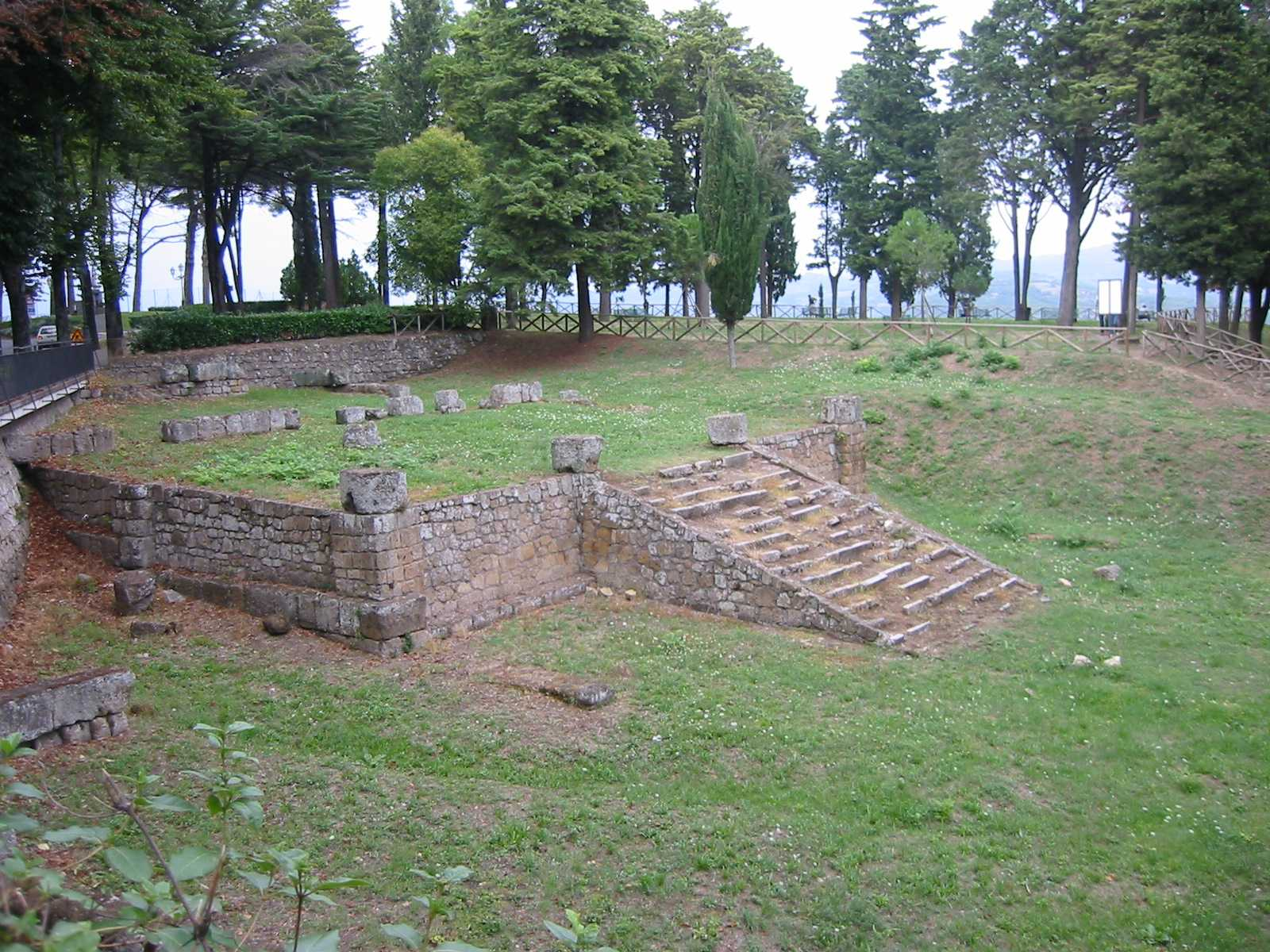
Resti del tempio etrusco del Belvedere, Orvieto

Dei templi etruschi - e più in generale dell'architettura religiosa etrusca - sono sopravvissute al tempo solo poche testimonianze, a causa del fatto che i templi erano costruiti con materiali deperibili. Le informazioni che si hanno su di essi provengono dai testi di Vitruvio, che li classificava (in particolare le colonne) sotto un nuovo ordine architettonico, quello tuscanico. Solo tramite documenti di epoca romana, quindi, si riesce a ricostruire con buona approssimazione il modo in cui erano fatti.
Il tempio era accessibile non tramite un crepidoma perimetrale, ma attraverso una scalinata frontale. L'area del tempio era divisa in due zone:
- una antecedente o pronao con otto colonne disposte in due file da quattro;
- una posteriore costituita da tre celle uguali e coperte, ognuna dedicata ad una particolare divinità.

A differenza dei templi greci ed egizi, che si evolvevano assieme alla civiltà e alla società, i templi etruschi rimasero sostanzialmente sempre uguali nei secoli, forse a causa del fatto che nella mentalità etrusca essi non erano la dimora terrena della divinità, bensì un luogo in cui recarsi per pregare gli dei (e sperare di essere ascoltati).
Frequenti erano gli omaggi da portare nei templi, solitamente consistenti in statuette votive in terracotta o bronzo, oppure in offerte sacrificali (come agnelli e capre).
Gli unici elementi decorativi del tempio etrusco sono gli acroteri e le antefisse, solitamente in terracotta dipinta. Un esempio è l'antefissa con la testa di Gorgone nel Santuario di Portonaccio a Veio, oggi conservato al Museo nazionale etrusco di Villa Giulia a Roma.

## Tempio precolombiano
I templi dell'età precolombiana assomigliano molto alle piramidi egizie e alle ziggurat della civiltà mesopotamica. Per i popoli Maya e Aztechi erano situati su grandi piramidi a gradoni e di solito il loro scopo principale era quello sacrificale. Per tutte le civiltà precolombiane, come Maya e Incas, i templi non erano solamente centri di culto e devozione, ma anche e soprattutto osservatori astronomici.

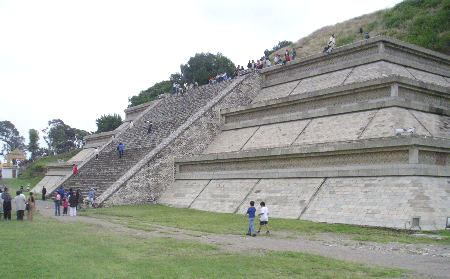
Piramide azteca di Cholula in Messico
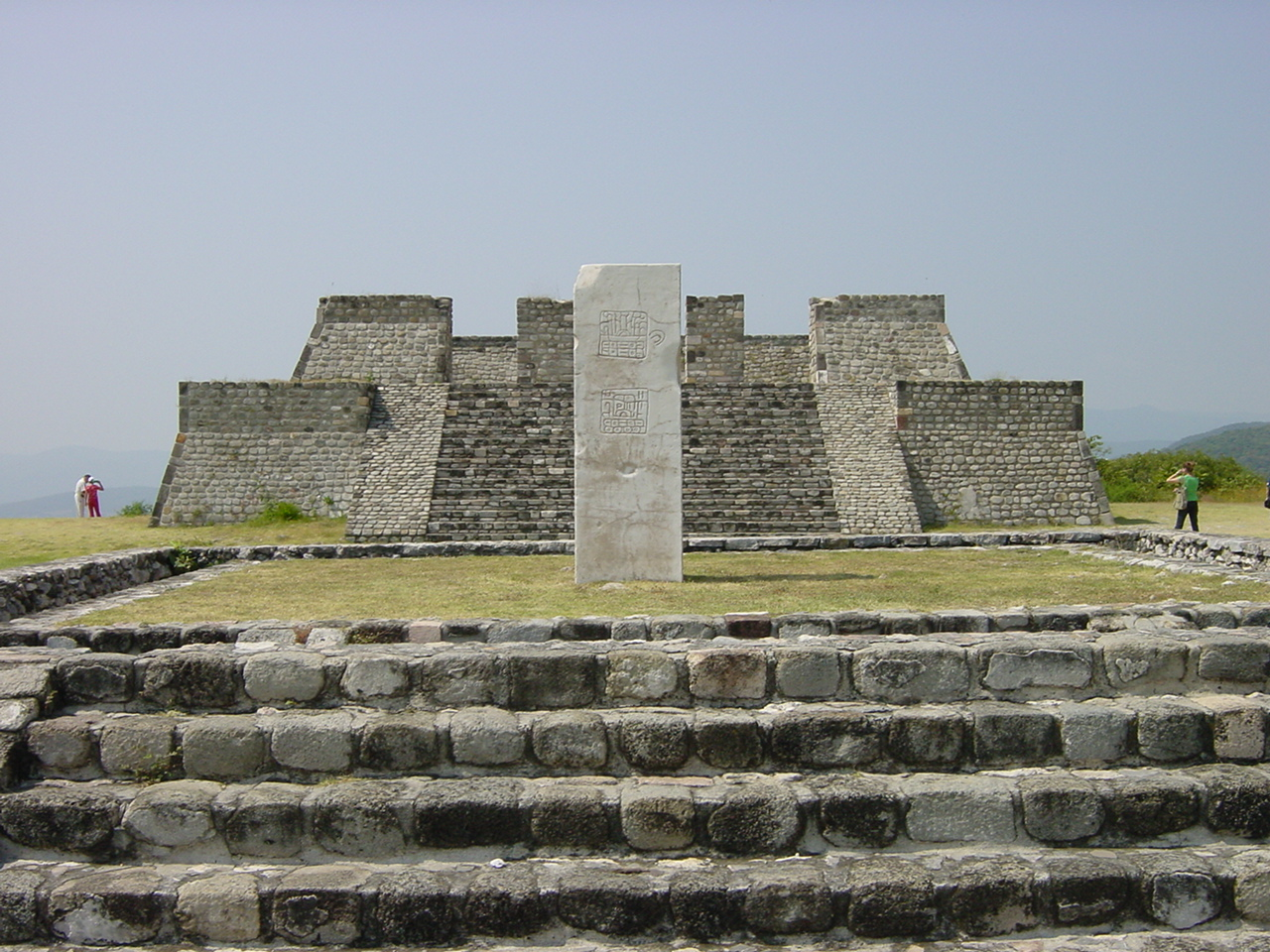
Piramide azteca a Xochicalco in Messico

## Nelle maggiori religioni moderne

### Edifici di culto cristiani

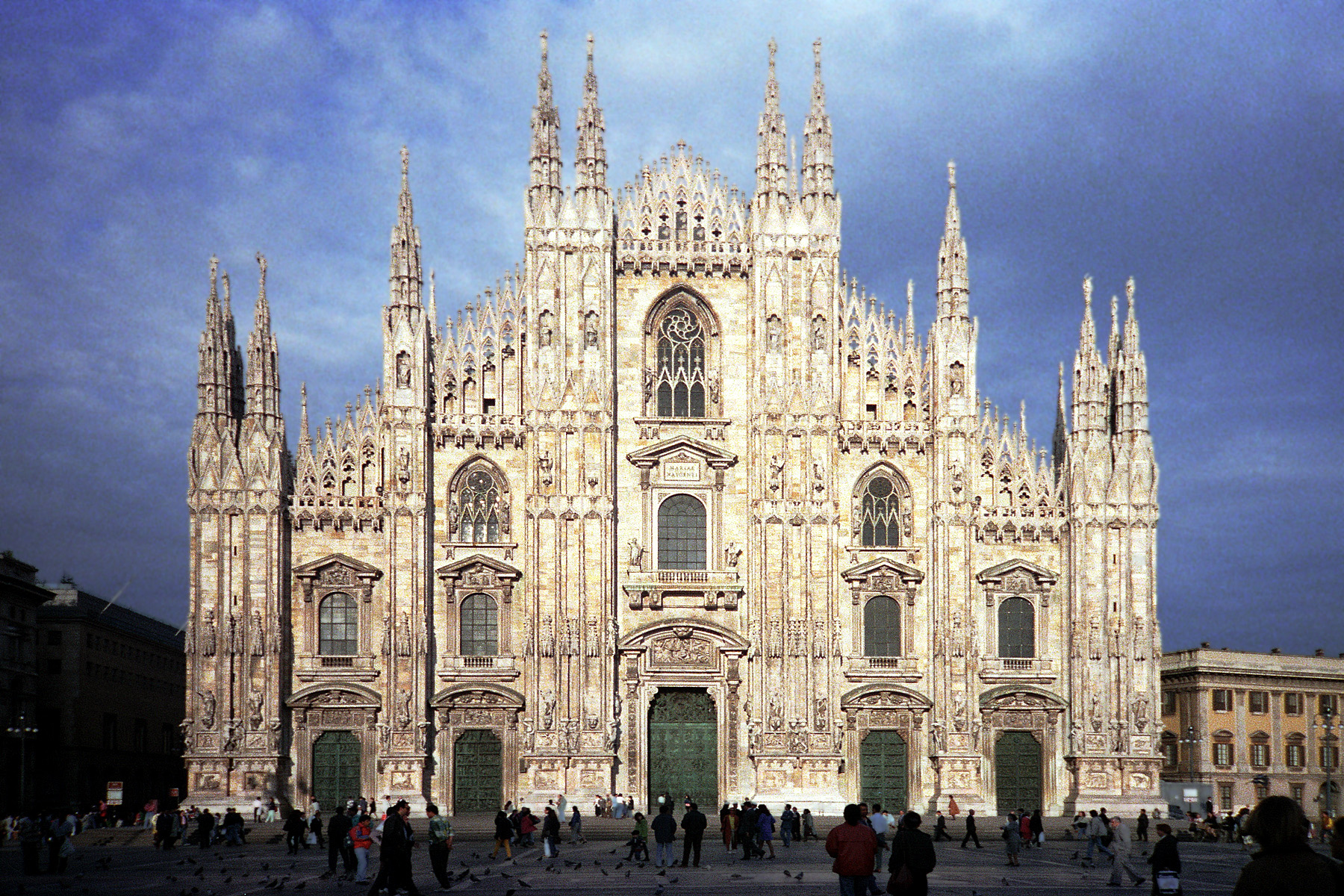
Il Duomo di Milano, in stile gotico

Nel cristianesimo, l'edificio di culto non è considerato sede della divinità, come era ritenuto il Tempio di Gerusalemme per gli ebrei, e per i templi delle religioni greco-romane. Per il cristianesimo il vero tempio è il corpo di Gesù Cristo e templi vivi sono gli stessi cristiani in comunione con lui. L'eventuale presenza dell'eucaristia in alcuni degli edifici di determinate confessioni cristiane, come il cattolicesimo e l'ortodossia, per la comunione fuori della santa messa ed eventualmente per l'adorazione, non qualifica tali edifici come dimora di Dio, anche se si tratta della presenza sacramentale di Cristo in corpo, sangue, anima e divinità. In altri termini, Dio sta di casa nel cuore degli uomini, nei templi degli uomini è solo di "passaggio".
I primi luoghi di culto cristiani erano case private dette domus ecclesiae. Il termine fa riferimento alla "chiesa", dal greco εκκλησὶα, "assemblea" che in origine designava l'adunanza dei fedeli per la celebrazione del culto; solo successivamente il termine "chiesa" è andato ad indicare l'edificio di culto. Con la diffusione della religione, e soprattutto la sua legalizzazione sotto l'imperatore Costantino, si iniziarono a costruire edifici di culto più grandi. Esempio di questa evoluzione fu l'utilizzo della parola "basilica", che nella civiltà romana era un ampio edificio polifunzionale principalmente utilizzato per l'amministrazione della giustizia, e che poi passò ad indicare grandi luoghi di culto cristiani ricavati proprio dalle aule delle antiche basiliche in disuso.
A seconda dell'importanza, della funzione e delle dimensioni architettoniche (spesso strettamente correlate tra loro), il luogo di culto cristiano viene chiamato:
- Chiesa
- Basilica
- Cappella
- Santuario
- Cattedrale
- Duomo
- Pieve
- Oratorio

Un uso improprio nel cattolicesimo è quello di usare il termine "tempio" per indicare una chiesa di grandi dimensioni o di grande importanza o anche solo come sinonimo in un discorso relativo ad una chiesa. Un esempio è il "tempio di Don Bosco", con cui veniva denominata la chiesa dedicata al santo dei giovani al Colle Don Bosco, prima che ricevesse il titolo di Basilica pontificia (2010).
Nella tradizione del protestantesimo francese (comunità ugonotte), la parola "chiesa" viene riservata all'organismo formato dai credenti di un certo luogo, mentre per il luogo di culto si usa la parola "temple".  Quest'uso è presente, in Italia, anche nella Chiesa evangelica valdese, dove tuttora il luogo di riunione del culto domenicale viene chiamato "tempio".

#### Tempio mormone

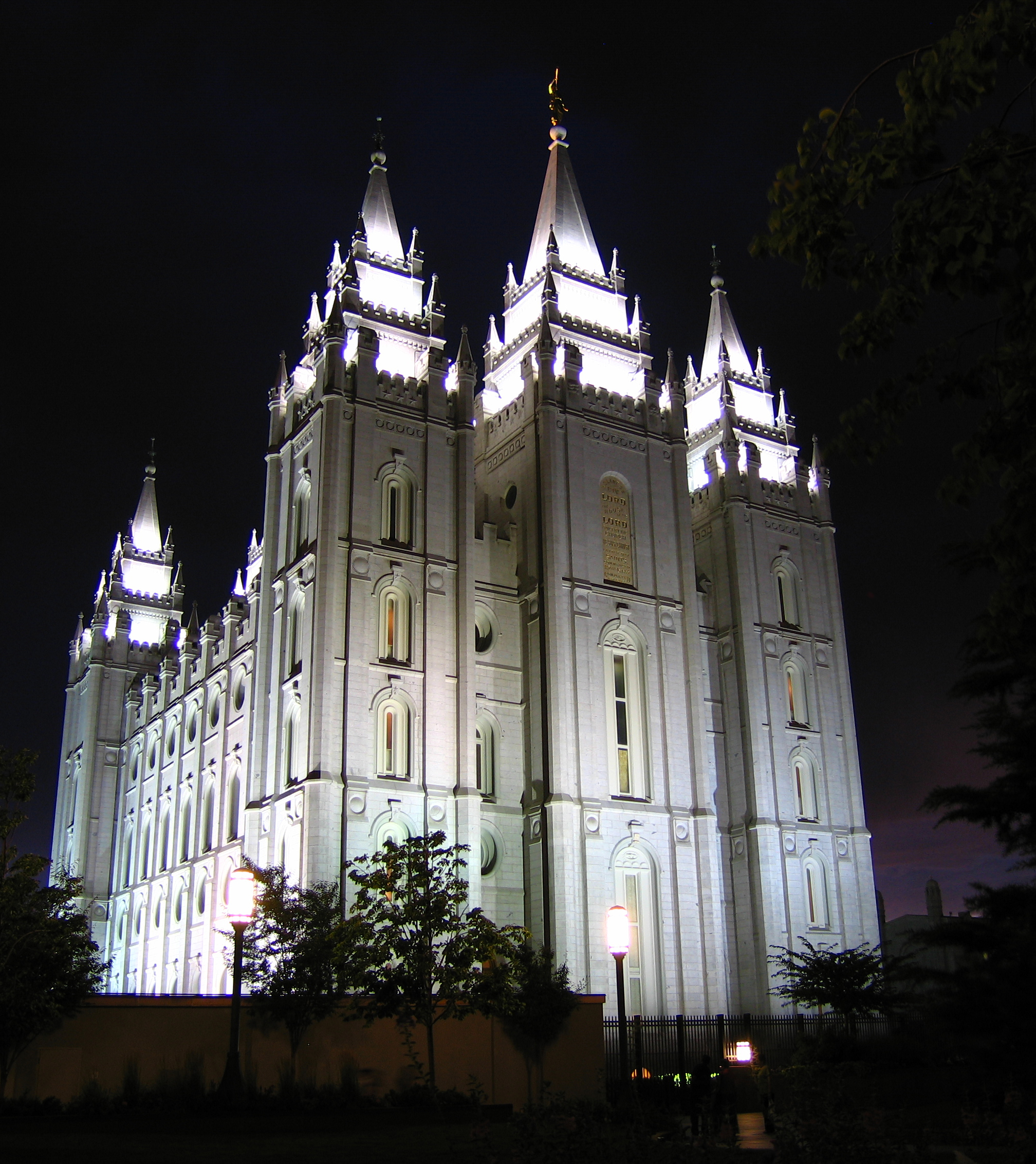
Il tempio mormone di Salt Lake City

La Chiesa di Gesù Cristo dei santi degli ultimi giorni considera il tempio un luogo fondamentale per la salvezza degli individui e della famiglie. Allo stato attuale (2010) la Chiesa ha edificato 134 templi in tutto il mondo.
I templi sono edifici in cui vengono celebrate delle sacre ordinanze e può essere frequentato solo dai fedeli in possesso di un lasciapassare rilasciato dalle autorità locali della Chiesa. Le ordinanze più importanti celebrate nei templi sono l'investitura, il Matrimonio eterno, il suggellamento delle famiglie e il battesimo vicario in favore dei defunti.
Per le normali riunioni domenicali le singole congregazioni di santi degli ultimi giorni usano altri edifici chiamati chiese o cappelle.

### Sinagoga ebraica

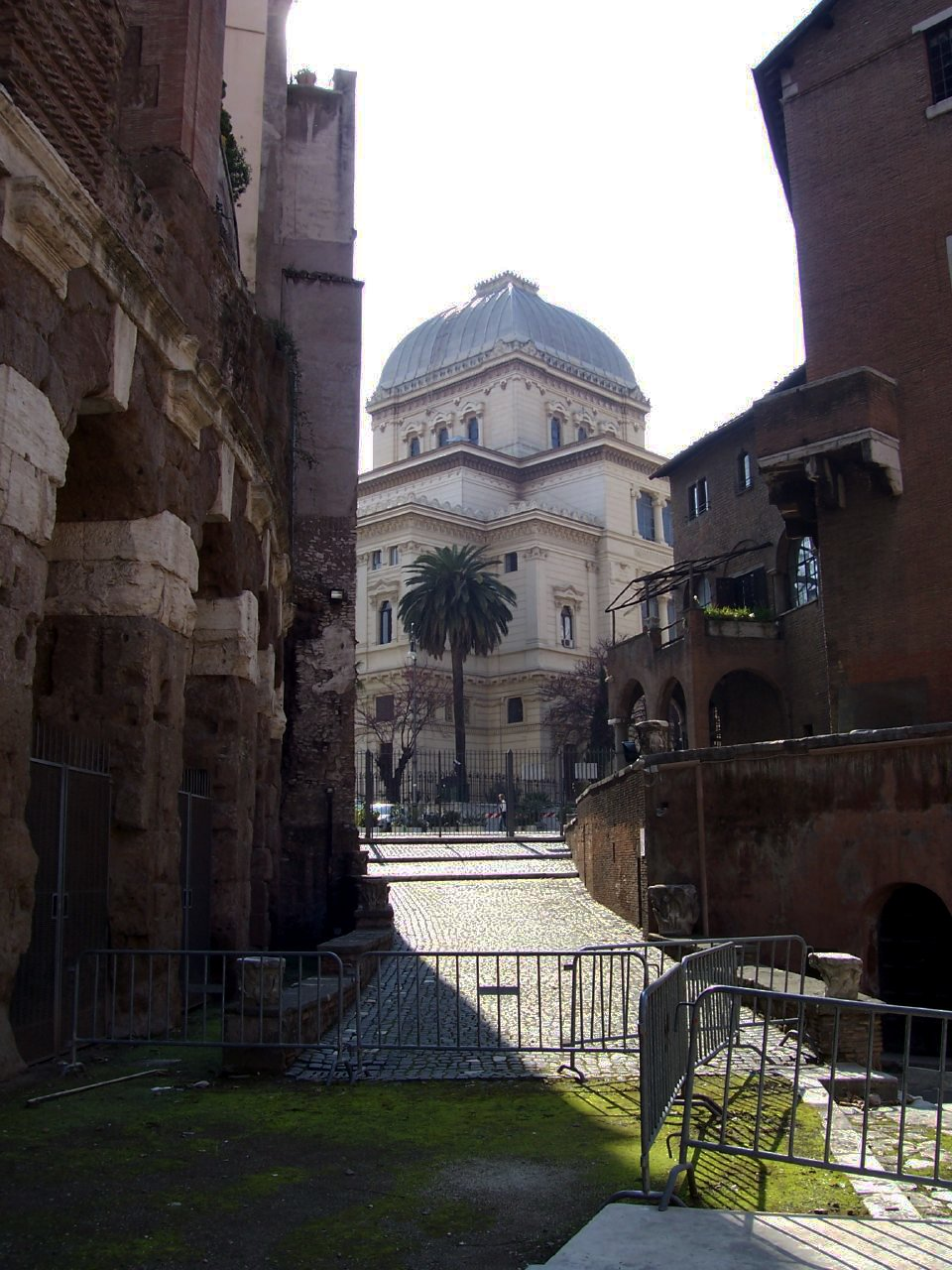
La sinagoga maggiore di Roma

Nell'Ebraismo il luogo di culto primo e principale è chiamato "tempio" e, secondo la loro credenza, deve essere costruito a Gerusalemme. A Gerusalemme, nella storia, sono esistiti il Tempio di Salomone e il Secondo Tempio.
Dopo la distruzione del Tempio di Gerusalemme, nel 70 d.C., come luogo di culto ha preso via via maggior importanza la sinagoga.
A Gerusalemme, dell'antico Tempio resta solo il Muro Occidentale (detto anche "Muro del pianto").

### Moschea islamica
La moschea è il luogo di preghiera per i fedeli dell'Islam.
La parola italiana deriva direttamente dallo spagnolo mezquita, a sua volta originata dalla parola araba مسجد masjid che indica il luogo in cui si compiono le sujūd, le prosternazioni che fanno parte dei movimenti obbligatori che deve compiere il fedele orante.
Moschea al-Hasan II in Marocco Moschea della Roccia a Gerusalemme Moschee di Samarcanda Sala della moschea di RomaUn tipo di masjid particolare è la masjid jāmi‘, la moschea "congregazionale", dove si auspica per l'Islam che si radunino collettivamente i fedeli al fine di adempiere all'obbligo della preghiera obbligatoria (ṣalāt) del mezzogiorno (zuhr) del venerdì.
In quanto luogo di preghiera la moschea non ha elementi indispensabili ma solo utili allo scopo. È infatti possibile pregare anche all'aperto, o dentro una casa qualsiasi, purché il terreno riservato alla ṣalāt sia delimitato da qualche oggetto (tappeto, stuoia, mantello, sassi) e sia il più possibile esente da sozzure. Questo perché – come d'altronde per tutti gli atti previsti dalla Legge islamica (sharīʿa) – è richiesto lo stato di purità legale (ṭahāra), ottenibile con lavacri parziali o totali del corpo, mentre il luogo della preghiera deve essere esente da evidenti sporcizie che potrebbero contaminare chi col terreno debba entrare in contatto, come appunto accade nella ṣalāt.

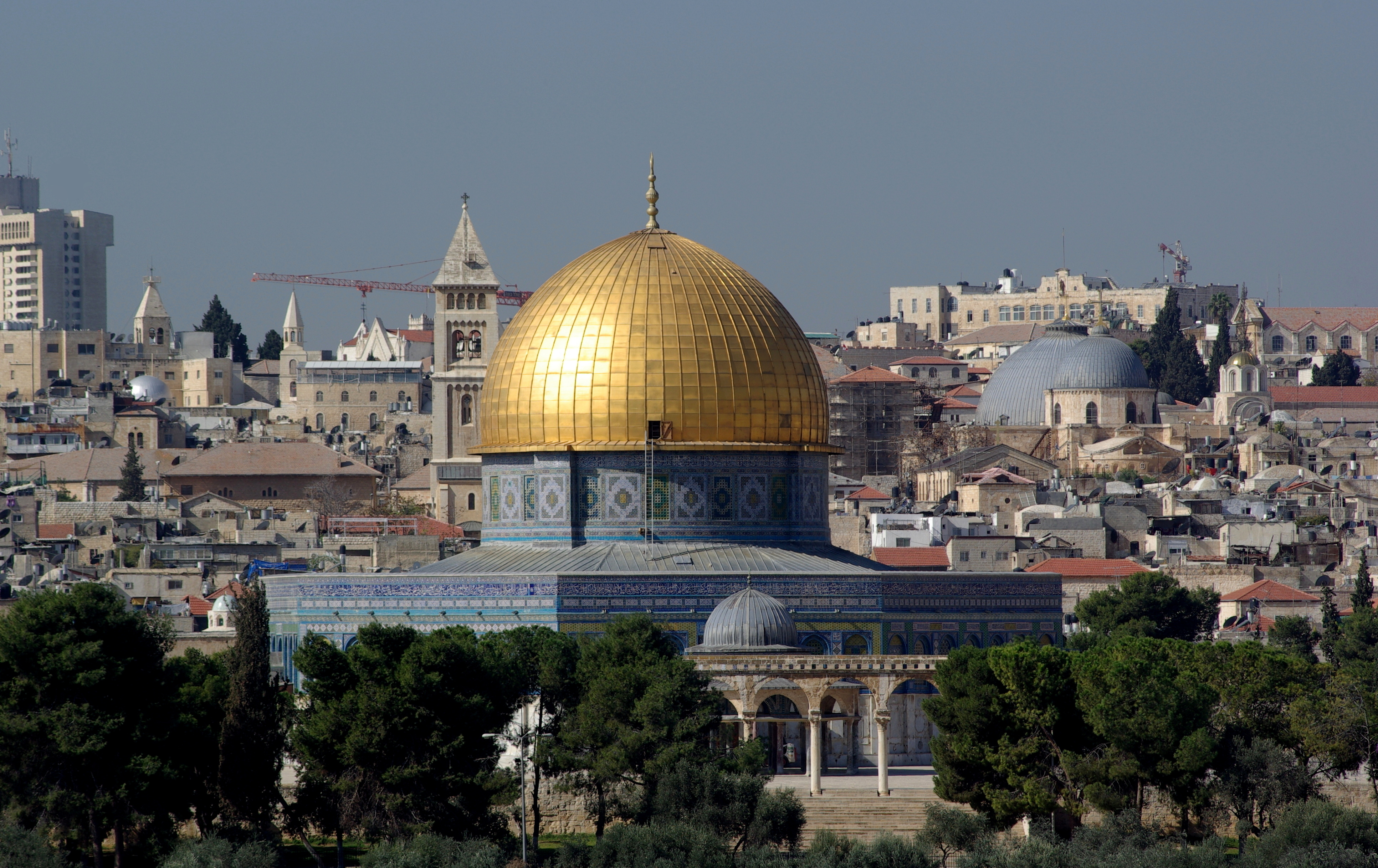
Moschea della Roccia a Gerusalemme

La moschea ha un miḥrāb (sorta di abside o nicchia che, nelle moschee più umili, può essere semplicemente disegnata su una parete o indicata da qualche oggetto nella preghiera all'aperto) che indica la direzione della Mecca (qibla) e della Kaʿba, considerata il primo santuario musulmano dedicato al culto dell'unico vero Dio (Allah).
Pur non essenziale, una moschea può spesso avere anche un pulpito (minbar) dall'alto del quale un particolare Imām che si chiama khaṭīb, pronuncia la khuṭba, un'allocuzione cioè che non necessariamente propone l'esegesi di brani del Corano.
Perché la preghiera sia valida essa deve essere compiuta all'interno di precisi momenti (awqāt) della giornata, scanditi dall'andamento apparente del sole. Per questo uno speciale incaricato (muezzin, dall'arabo mu'ādhdhin) ricorda dall'alto di una costruzione a torre (minareto - dall'arabo manār, "faro") - mediante un suo richiamo rituale salmodiato (adhān) che da quel momento in poi è obbligatorio pregare (in casa, all'aperto, in moschea). Per chi si trovi lontano dal minareto e non possa per qualsiasi motivo udire la voce del muezzìn - oggi aiutata per lo più da altoparlanti - si sciorinano talora ampi panni bianchi, ben visibili anche da lontano.
Per le necessità della purificazione, sia all'interno sia nelle immediate adiacenze della moschea è spesso presente una fontana. Importante è infine l'area della preghiera (muṣallā), tendenzialmente rettangolare per consentire agli oranti di ordinarsi in file e ranghi, al cui interno può essere presente un orologio che in molte occasioni è di antica fattura, utile a segnalare il tempo rimanente perché sia valida la preghiera.
Caratteristica di ogni moschea è la mancanza di raffigurazioni umane o animali, in quanto osteggiate dall'Islam. Le decorazioni sono perciò tutt'al più di tipo fitoforme (legate cioè al mondo vegetale) ma, quasi sempre, sono presenti mosaici o scritte che riportano versetti del Corano tracciati con calligrafie considerate particolarmente "artistiche" che hanno dato modo all'Occidente di parlare di arabeschi.

### Tempio induista

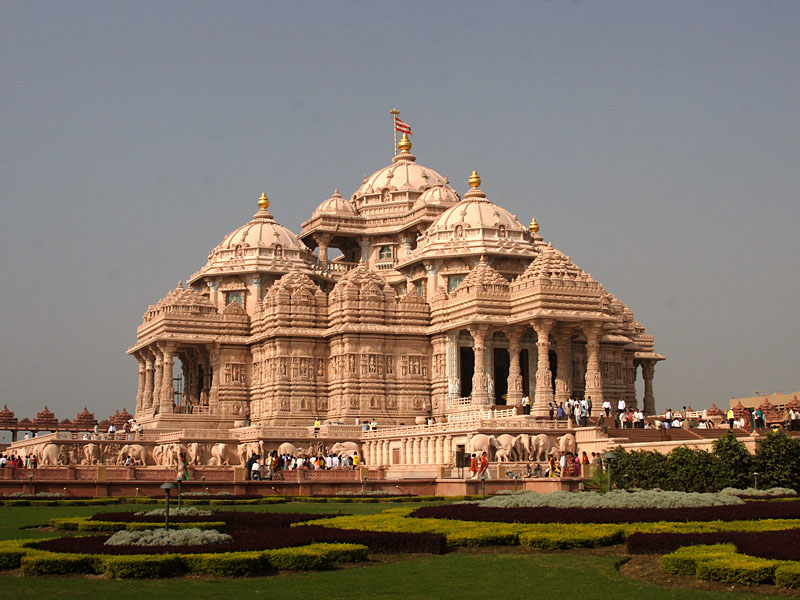
Il tempio Akshardham di Nuova Delhi, il tempio più grande del mondo

Nell'induismo il tempio, o Mandir (sanscrito मन्दिर, "casa") è un luogo d'incontro tra il fedele e il Dio cui esso è dedicato, il luogo in cui sperimentare una visione (Darshan) che è epifania, manifestazione e esperienza diretta del divino. Nel tempio vengono celebrate le feste secondo un calendario rituale e delle cerimonie quotidiane (pūjā), spesso accompagnate da musica e canti sacri (bhajan).
Caratteristica di un tempio è la presenza di una murti (immagine) del deva (dio) a cui l'edificio è consacrato e la cui adorazione è l'attività centrale del tempio. Il tempio può essere dedicato a un unico deva, o a più dei tra loro collegati.

### Tempio shintō
Il termine giapponese che sta ad indicare un santuario shintō è jinja, generalmente costituito da una serie di edifici e dall'area naturale circostante, che può avere dimensioni molto diverse, da un piccolo giardino di pochi metri quadrati, ad intere montagne e colline boscose. Esso è il luogo dove i fedeli possono recarsi per la venerazione degli dèi (kami). Dal 1946, con l'istituzione della Jinja Honcho, la comunità shintoista, tutti i santuari del Giappone sono parte di questa organizzazione, che negli ultimi decenni ha iniziato anche ad aprire nuovi santuari all'estero, in particolare in America e Australia.

### Tempio sikh
Il gurdwara ('porta del guru') è il luogo di culto del Sikhismo, tempio e luogo di riunione allo stesso tempo.

### Tempio buddhista

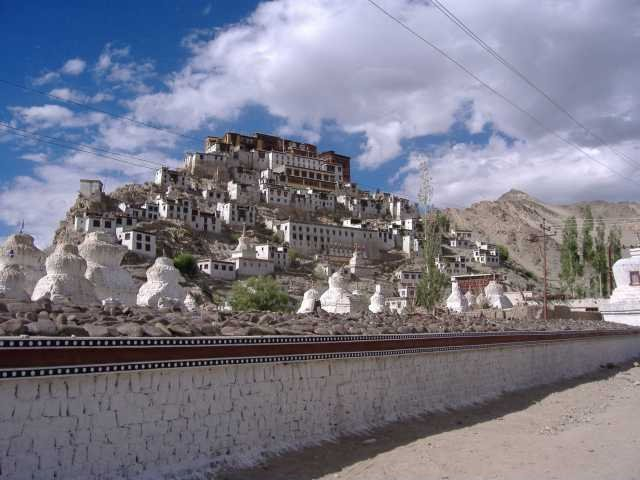
Un gompa Thiske vicino a Leh in Ladakh, in India; un esempio caratteristico di struttura gompa buddista tibetana.

A seconda dell'area geografica in cui si è diffuso, il buddhismo ha prodotto differenti edifici originali per il culto.
In India, dove nacque il buddhismo, i primi templi furono ricavati da delle caverne, e nella zona dell'abside vennero conservate le reliquie di Buddha. Di queste opere si possono ammirare esempi in alcune grotte del Maharashtra, tuttora ben conservate. Le sale principali di tali grotte presero il nome chaitya, lo stesso nome che fu dato ai primi templi eretti all'aperto. Questi tipi di templi vengono detti absidali per la presenza delle sacre reliquie nell'abside. In seguito vennero costruiti complessi templari in cui l'edificio principale prese il nome vihara. Si differenzia dal chaitya per l'assenza delle reliquie di Buddha, che venivano invece custodite in una struttura vicina chiamata stupa. Le invasioni musulmane del XII secolo portarono alla distruzione di gran parte dei templi buddhisti ed al declino della fede buddhista. La riscoperta di tale fede e la costruzione di nuovi templi ebbe luogo attorno alla metà del XX secolo.
In Tibet, Ladakh, Nepal e Bhutan il tempio buddhista si chiama gompa, un edificio simile ai monasteri o alle abbazie. Gli interni variano da regione a regione, seguendo comunque un unico schema: una sala centrale per la preghiera con una statua di Buddha, panchine per i monaci per la meditazione e le camere per dormire e mangiare. I gompa possono essere accompagnati dai chörten, la locale versione dello stupa indiano, dove vengono custodite le reliquie di Buddha o di venerati monaci.
In Cina gli edifici principali furono all'inizio le pagode, versione cinese degli stupa. In seguito gli imperatori e i più prestigiosi aristocratici lasciarono in eredità alla comunità buddhista i loro sfarzosi palazzi, che divennero i vihara e sostituirono le pagode come edifici principali. Con la rivoluzione culturale che fece seguito alla presa del potere dei comunisti di Mao Tse-tung, molti templi furono distrutti ed il buddhismo conobbe un periodo di declino. La normalizzazione dei rapporti avvenuta negli ultimi anni ha portato alla ricostruzione di molti templi ed ha rilanciato la funzione della pagoda.
In Corea il complesso templare buddhista prende il nome di sa (사?, 寺?), ed è composto principalmente da un cancello sorretto da dei pilastri chiamato iljumun, dal tempio principale, il daeungjeon, uno secondario destinato alla lettura, chiamato beopdang, un altro in cui risiede un'immagine del Ksitigarbha, detto myeongbujeon, una torre ospitante una campana (jonggo), e il sansingak, un tempio sciamanico dedicato al dio della montagna, Sansin.
In Giappone il complesso templare buddhista si chiama tera o ji (寺?) ed i suoi componenti sono il tempio principale, chiamato kondo, uno secondario destinato alla lettura chiamato kodo, la pagoda (simile a quella cinese), il cancello d'ingresso (門?, mon) ed un padiglione che ospita la campana. Si possono inoltre trovare templi minori dedicati all'Amitabha Buddha, al fondatore del tempio, all'imperatore, a Kōbō Daishi, il più venerato tra i monaci buddhisti, ed altri ancora. Il sincretismo (神仏習合?, shinbutsu shūgō) operato con il preesistente shintoismo, ha comportato l'acquisizione di elementi architettonici propri di tale religione all'interno dei templi buddhisti.
In Thailandia, Laos e Cambogia, il complesso templare viene chiamato wat, composto da un tempio principale, il Phra Ubosot, che è la sala dell'ordinazione, da quello secondario chiamato vihan e dal reliquiario, che corrisponde allo stupa e prende il nome chedi (pronuncia cédi). Altri edifici del complesso sono le sala, padiglioni aperti destinati al riposo, allo studio e alla meditazione, un campanile e un mondop, un edificio in cui vengono conservati i testi sacri e si svolgono determinati riti.

### Altri
Durante la Rivoluzione francese alcune chiese furono trasformate in "Templi della Ragione".
Nell'ambito della Massoneria si utilizza il termine Tempio per indicare i locali all'interno della casa massonica ove si svolgono le cerimonie rituali.